# Coupe Mitropa 1982-1983
Navigation
Édition précédente Édition suivante
La Coupe Mitropa 1982-1983 est la quarante-troisième édition de la Coupe Mitropa. Elle est disputée par quatre clubs provenant de quatre pays européens. Le Vasas SC remporte le titre.

## Compétition
| Rang | Équipe            | Pts | J | G | N | P | Bp | Bc | Diff |  | Résultats (▼ dom., ► ext.) |     | Drapeau de la Tchécoslovaquie |     |     |
| ---- | ----------------- | --- | - | - | - | - | -- | -- | ---- |  | -------------------------- | --- | ----------------------------- | --- | --- |
| 1    | Vasas SC          | 8   | 6 | 4 | 0 | 2 | 10 | 7  | +3   |  | Vasas SC                   |     | 2-0                           | 3-1 | 1-0 |
| 2    | TJ ZVL Žilina     | 7   | 6 | 3 | 1 | 2 | 10 | 6  | +4   |  | TJ ZVL Žilina              | 3-1 |                               | 2-0 | 4-0 |
| 3    | FK Galenika Zemun | 7   | 6 | 3 | 1 | 2 | 10 | 9  | +1   |  | FK Galenika Zemun          | 2-1 | 2-0                           |     | 4-2 |
| 4    | Hellas Vérone     | 2   | 6 | 0 | 2 | 4 | 5  | 13 | -8   |  | Hellas Vérone              | 1-2 | 1-1                           | 1-1 |     |